# Ромено
Ромѐно (на италиански: Romeno; на ладински: Romen, Ромен) е село и община в Северна Италия, автономна провинция Тренто, автономен регион Трентино-Южен Тирол. Разположено е на 962 m надморска височина. Населението на общината е 1373 души (към 2018 г.).